# Поторес
Поторес или Потарес (на гръцки: Αγία Κυριακή, Агия Кириаки, до 1927 година Ποταρές, Потарес) е село в Егейска Македония, Гърция, дем Кукуш, област Централна Македония.

## География
Селото е разположено на 18 километра северно от Кукуш (Килкис).

### В Османската империя
В XIX век Поторес е село в каза Аврет Хисар (Кукуш) на Османската империя. В „Етнография на вилаетите Адрианопол, Монастир и Салоника“, издадена в Константинопол в 1878 година и отразяваща статистиката на населението от 1873 година, Путороз (Poutoroz) е посочено като село Дойранска каза с 29 домакинства, като жителите му са 121 българи. Според статистиката на Васил Кънчов („Македония. Етнография и статистика“) в 1900 година Поторес има 200 жители турци.

### В Гърция
В 1913 година след Междусъюзническата война селото попада в Гърция. Боривое Милоевич пише в 1921 година („Южна Македония“), че Патереш е изцяло турско село. Населението му се изселва в Турция и на негово място са настанени гърци бежанци. В 1927 години селото е прекръстено на Агия Кириаки. В 1928 година селото е изцяло бежанско с 67 семейства и 236 жители бежанци.
| Име               | Име                      | Ново име   | Ново име   | Описание                                                    |
| ----------------- | ------------------------ | ---------- | ---------- | ----------------------------------------------------------- |
| Сики Алти         | Σικί Άλτί                | Сикия      | Συκιά      | възвишение на ЮИ от Хърсово и на ЮЗ от Ерекли               |
| Беглик            | Μπεγκλίκι                | Вигла      | Βίγλα      | местност на ЮИ от Хърсово и на З от Ерекли                  |
| Мурмулък          | Μουρμουλίκι              | Херсади    | Χερσάδι    | местност на Ю от Усуслу и на И от Хърсово и на СЗ от Ерекли |
| Келемедес         | Κελεμέδες                | Херсон     | Χέρσον     | местност на ЮЗ от Усуслу и на И от Хърсово                  |
| Куру чешме        | Ξερός Τσεσμές            | Ксирокрини | Ξηροκρήνη  | местност на ЮЗ от Усуслу и на И от Хърсово                  |
| Човапли           | Έρ. Τοβαπλή              | Ер. Цова   | Έρ. Τσοβά  | бивше село на ЮИ от Поторес и на С от Усуслу                |
| Чалисли           | Έρ. Τσαλισλή             | Ер. Цали   | Έρ. Τσαλή  | бивше село на ЮИ от Поторес и на С от Усуслу                |
| Докузли           | Έρ. Δοκουσλή             | Ер. Дука   | Έρ. Δούκα  | бивше село на И от Поторес и на С от Усуслу                 |
| Мухали            | Έρ. Μοχαϊλή              | Ер. Михали | Έρ. Μιχάλη | бивше село на И от Поторес и на С от Усуслу                 |
| Сортара           | Σορτάρα                  | Сиртари    | Συρτάρι    | възвишение на С от Поторес                                  |
| Поторески чардаци | Τσαρδάκια Άγίας Κυριακής | Каливия    | Καλύβια    | местност на СИ от Поторес                                   |

Преброявания
- 2001 година – 95 души
- 2011 година – 108 души